# Fall River F.C.
El Fall River F.C. comúnmente llamado los Marksmen, fue un equipo de fútbol de los Estados Unidos de la ciudad de Fall River, Massachusetts.
Fall River fue uno de los equipos más exitosos durante los años 20 y 30 en Estados Unidos y ganó seis American Soccer League. También, fue campeón de la National Challenge Cup en 4 oportunidades.

## Trayectoria

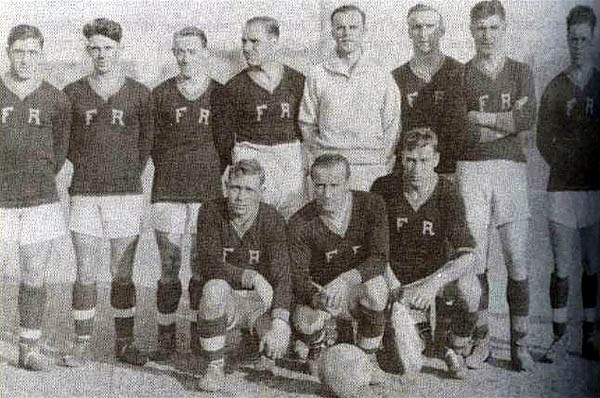
Plantel de Fall River F.C. en 1921.

| Temporada | Torneo  | Fase regular                           | Playoffs        | National Challenge Cup    |
| --------- | ------- | -------------------------------------- | --------------- | ------------------------- |
| 1922/23   | ASL     | 3°                                     | -               | Segunda ronda             |
| 1923/24   | ASL     | 1°                                     | Campeón         | Campeón                   |
| 1924/25   | ASL     | 1°                                     | Campeón         | Sin participación         |
| 1925/26   | ASL     | 1°                                     | Campeón         | Segunda ronda             |
| 1926/27   | ASL     | 3°                                     | -               | Campeón                   |
| 1927/28   | ASL     | 5° (Primera parte); 2° (Segunda parte) | Semifinales     | Cuartos de final          |
| 1928/29   | ASL     | 1° (Primera parte); 1° (Segunda parte) | Campeón         | Sin participación         |
| 1929      | ASL     | 1°                                     | Campeón         | Sin participación         |
| 1930      | ACL/ASL | 1°                                     | Campeón         | Campeón                   |
| 1931      | ASL     | 3° (NY Yankees)                        | No se clasificó | Campeón (Fall River F.C.) |

## Gira europea en 1930
Fall River F.C. protagonizó una serie de partidos en su gira por Europa Central entre el 20 y 31 de agosto de 1930. Disputó seis encuentros en tres países: Austria, Checoslovaquia y Hungría.
| Fecha        | Ciudad     | Equipo rival      | Resultado |
| ------------ | ---------- | ----------------- | --------- |
| 20 de agosto | Praga      | Slavia Praga      | 2:2       |
| 23 de agosto | Viena      | Wiener AC         | 0:6       |
| 24 de agosto | Viena      | Austria Viena     | 3:1       |
| 28 de agosto | Praga      | Slavia Praga      | 0:4       |
| 30 de agosto | Bratislava | Slovan Bratislava | 3:0       |
| 31 de agosto | Budapest   | Ferencváros       | 2:6       |

## Palmarés

### Torneos nacionales
- American Soccer League (6): 1923/24, 1924/25, 1925/26, 1928/29, Fall 1929, 1930.
- National Challenge Cup (4):[2] 1924, 1927, 1930, 1931.
- Lewis Cup (1): 1930.